# Episodi di Duck Dodgers (terza stagione)
La terza stagione della serie televisiva animata Duck Dodgers, è stata trasmessa nel 2005 dall'emittente televisiva Cartoon Network.
| #  | Titolo |
| -- | --- |
| 1  | Questo matrimonio non s'ha da fare ("Till Doom Do Us Part")                                                               |
| 2  | Il magnifico ribaldo / Villaggio Paradiso ("Villainstruck / Just the Two of Us")                                          |
| 3  | Il sobilloforo / Nessuna chance ("The Kids Are All Wrong / Win, Lose or Duck")                                            |
| 4  | Lo scooter a reazione / Un Duck Dodgers tutto nuovo ("Boar to Be Riled / Clean Bill of Health")                           |
| 5  | Il Capitano dell'anno / Tuttofare ha preso il comando ("The Best of Captains, the Worst of Captains / That's Lifomatica") |
| 6  | Uno schianto di paprica / Cadetto si dimette ("Diamond Boogie / Corporate Pigfall")                                       |
| 7  | Un papero da sei fantastilioni di dollari ("The Six Wazillion Dollar Duck")                                               |
| 8  | Il topolino dei denti / Delfiniani e Squalesi ("Too Close for Combat / Fins of War")                                      |
| 9  | Cacciatori di taglie / Una mangiata mondiale ("Good Duck Hunting / Consumption Overruled")                                |
| 10 | Cervello di Papero ("A Lame Duck Mind")                                                                                   |
| 11 | Arti poco marziali / Papero, gomme e serpenti ("Master & Disaster / All in the Crime Family")                             |
| 12 | Rock spaziale / Complotti spaziali ("In Space, No One Can Hear You Rock / Ridealong Calamity")                            |
| 13 | Autentici eroi ("Bonafide Hero: Captain Duck Dodgers")                                                                    |